# Pardosa fuscosoma
Pardosa fuscosoma är en spindelart som beskrevs av Jörg Wunderlich 1992. Pardosa fuscosoma ingår i släktet Pardosa och familjen vargspindlar.
Artens utbredningsområde är Kanarieöarna. Inga underarter finns listade i Catalogue of Life.